# Эйджи, Филип
Филип Барнетт Франклин Эйджи (англ. Philip Burnett Franklin Agee; 19 июля 1935, Такома-Парк, Мэриленд — 7 января 2008, Гавана) — американский разведчик, сотрудник ЦРУ с 1957 по 1968 год в Эквадоре, Уругвае и Мексике, уволившийся из управления по идеологическим причинам и начавший разоблачать практику ЦРУ в странах Латинской Америки.
Американский журналист Дэн Ковалик в своей книге, посвящённой ЦРУ, назвал Филипа Эйджи одним из самых знаменитых экс-агентов в опале и первым, из тех, кто приступил к разоблачению этой организации. По информации Ковалика, будучи агентом под прикрытием Эйджи проработал более восьми лет в различных латиноамериканских странах (Эквадор, Уругвай, Мексика). Практика применения агентами ЦРУ пыток в Уругвае вызвала у него особенно острое неприятие так как, по его свидетельству, агенты ЦРУ были осведомлены, что истязают невинных людей. При этом, некоторые из жертв были использованы как подопытный материал для отработки различных технологий допроса с пристрастием и по свидетельству Эйджи они не могли ничего знать и ничего сообщить своим истязателям. Покинув ЦРУ, разочаровавшийся Эйджи заявил:

После 12 лет работы в ЦРУ я наконец понял, как много страданий оно причиняет и что миллионы людских жизней по всему миру были сломаны при участии ЦРУ, а также тех организаций, которые ЦРУ поддерживало
Оригинальный текст (англ.)...after 12 years with the agency I finally understood how much suffering it was causing, that millions of people all over the world had been killed or had their lives destroyed by the CIA and the institutions it supports.
— Kovalik, Daniel. Introduction // The Plot to Scapegoat Russia. — SkyHorse Publishing, 2017. — P. 13. — ISBN 978-1-5107-3032-8.